# تحدي (فلم)
فيلم عراقي من إنتاج 2018 من اخراج فاضل محمد فاضل.

## قصة الفيلم
قصة رجل تعرض إلى حادث وأصيب بالعوق وهو في قمة عطائه الإنساني. وكان مدرب للتنميه البشريه وله مؤلفات وإنجازات وتجارب ناجحه.فتركه أقرب الناس اليه زوجته بعد أن أدركت أن زوجها يعاني عجز جنسي نتيجة الاصابه ذاتها، فيحاول التشبث بالأمل والحياة من خلال التحدي، هو يعيش الحياة بالوهم يحاول أن يكسر حاجز اليأس الذي بناه حول نفسه نتيجة الاكتئاب القهري بالاعتماد على قوة الإرادة. 

## فريق العمل
- إخراج فاضل محمد فاضل
- تاليف صفاء الجابري
- مدير التصوير كاظم المشرفاوي
- توليف مونتاج فاضل محمد فاضل
- إنتاج كادر نحن المستقبل للانتاج الفني
- تاريخ الصدور: 23/2/2018

## فريق التمثيل
- صفاء الجابري
- علي عبد الحسين الكاظم